# Henry Brockholst Livingston
Henry Brockholst Livingston (ur. 25 listopada 1757 roku – zm. 18 marca 1823 roku) – amerykański prawnik, dyplomata i polityk. 
Wraz z wybuchem wojny o niepodległość Stanów Zjednoczonych wstąpił do Armii Kontynentalnej. Brał udział między innymi w oblężeniu fortu Ticonderoga oraz służył jako adiutant generała Benedicta Arnolda w bitwie pod Saratogą, gdzie był świadkiem kapitulacji generała Johna Burgoyne'a.
W 1779 roku brał udział w misji dyplomatycznej do Hiszpanii jako osobisty sekretarz Johna Jaya, który później został pierwszym Prezesem Sądu Najwyższego Stanów Zjednoczonych.
Prezydent Thomas Jefferson mianował go 10 listopada 1806 roku sędzią Sądu Najwyższego Stanów Zjednoczonych. Senat Stanów Zjednoczonych zaakceptował jego kandydaturę 20 stycznia 1807 roku. Funkcję tę sprawował przez ponad szesnaście lat aż do śmierci 18 marca 1823 roku.